# Dildo (voorwerp)

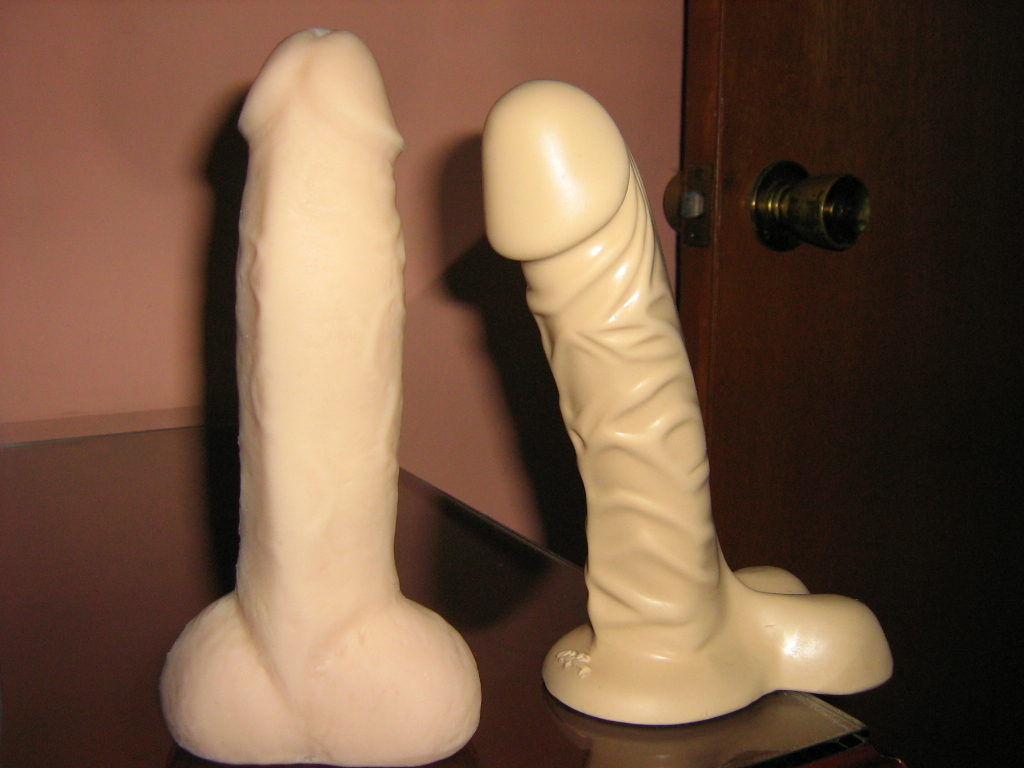
Twee dildo's

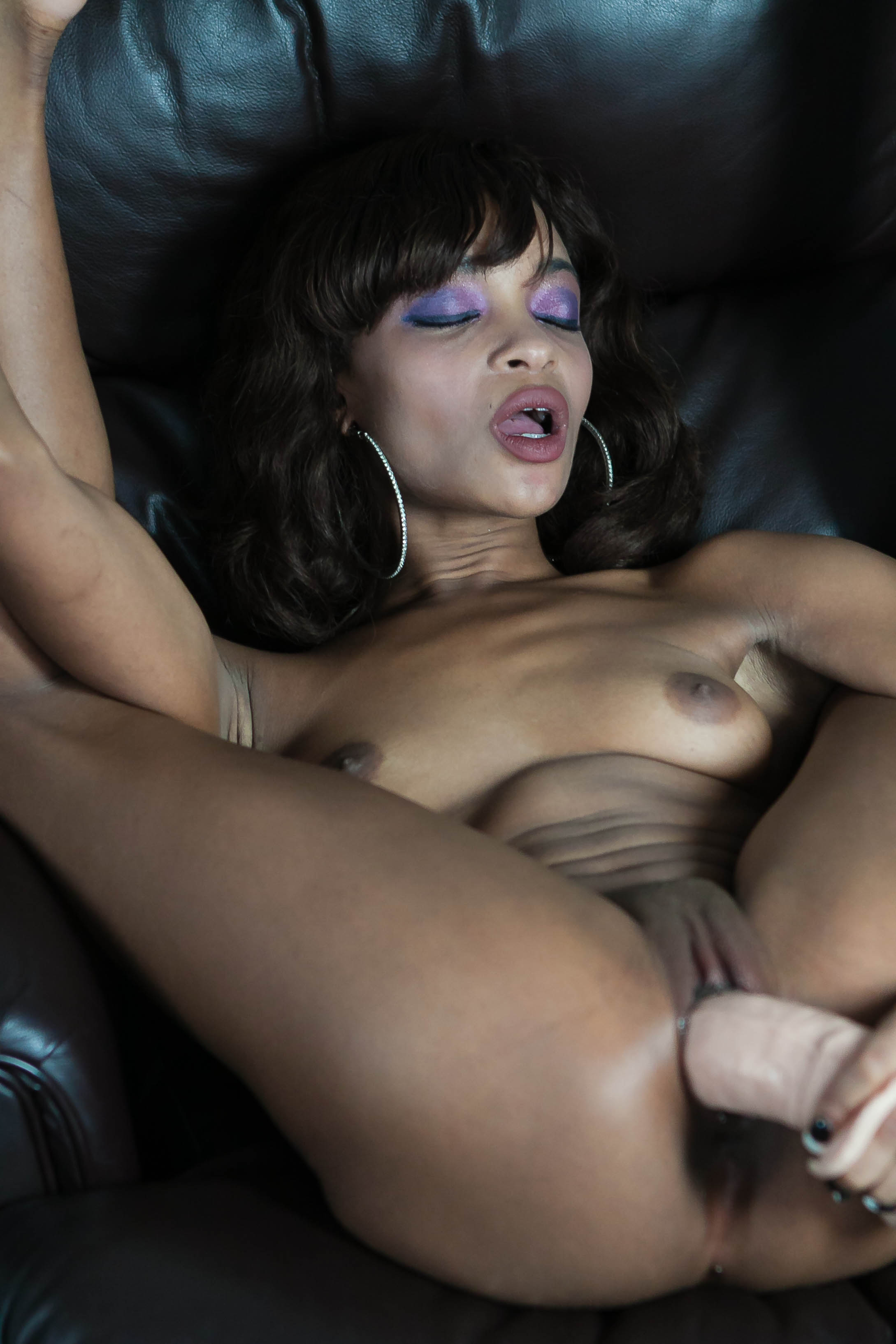
Vaginaal gebruik van een dildo

Een dildo is een langwerpig voorwerp met een gladde afwerking, meestal in de vorm van een menselijke penis. Dit kan worden gebruikt als seksspeeltje om tot seksuele bevrediging te komen door het in de vagina of anus in te brengen en heen en weer te bewegen. Het is ook een object voor seksueel fetisjisme. In tegenstelling tot de vibrator heeft een dildo geen trilmotor.

## Geschiedenis
Dildo's worden al erg lang gebruikt. Over precieze aanduidingen over hoe ver de geschiedenis van de dildo teruggaat bestaat onduidelijkheid, maar er is bewijs dat ze al zeker 2000 jaar gebruikt worden. Een team van Duitse wetenschappers van de Universiteit Tübingen ontdekte in 2005 de fragmenten van een stenen fallus die vermoedelijk ongeveer 28.000 jaar oud is. Deze "'s werelds oudste dildo" genoemde fallus werd gevonden in de Hohle Fels Grotten, nabij Ulm. Ook op antiek Grieks keramiek zijn soms seksuele handelingen met dildo's uitgebeeld en ook bij opgegraven muurschilderingen in bijvoorbeeld Pompeï is dit thema te bewonderen.

## Soorten en maten
Een dildo, bevestigd aan een tuigje om de heupen, geschikt om de partner vaginaal of anaal te penetreren, is ook wel bekend onder de naam voorbinddildo die onder andere kan worden gebruikt bij de seksuele handeling pegging. 
Er zijn ook dildo's met twee uiteinden die bedoeld zijn voor gelijktijdige penetratie van twee personen of gelijktijdige penetratie van de vagina en anus van een vrouw. 
Dildo's zijn er in verschillende maten, variërend van zeer klein tot zeer groot.